# Sistema Central
El Sistema Central és una cadena de serralades que divideix la península Ibèrica a la seva zona central. El sistema muntanyós s'estén des de la part central de Portugal fins al Sistema Ibèric. La seva estructura és força lineal, seguint una alineació OSO - ENE. Hom l'ha descrita com «l'espina dorsal de la Meseta Central», dividint aquesta en la Meseta Nord i la Meseta Sud.

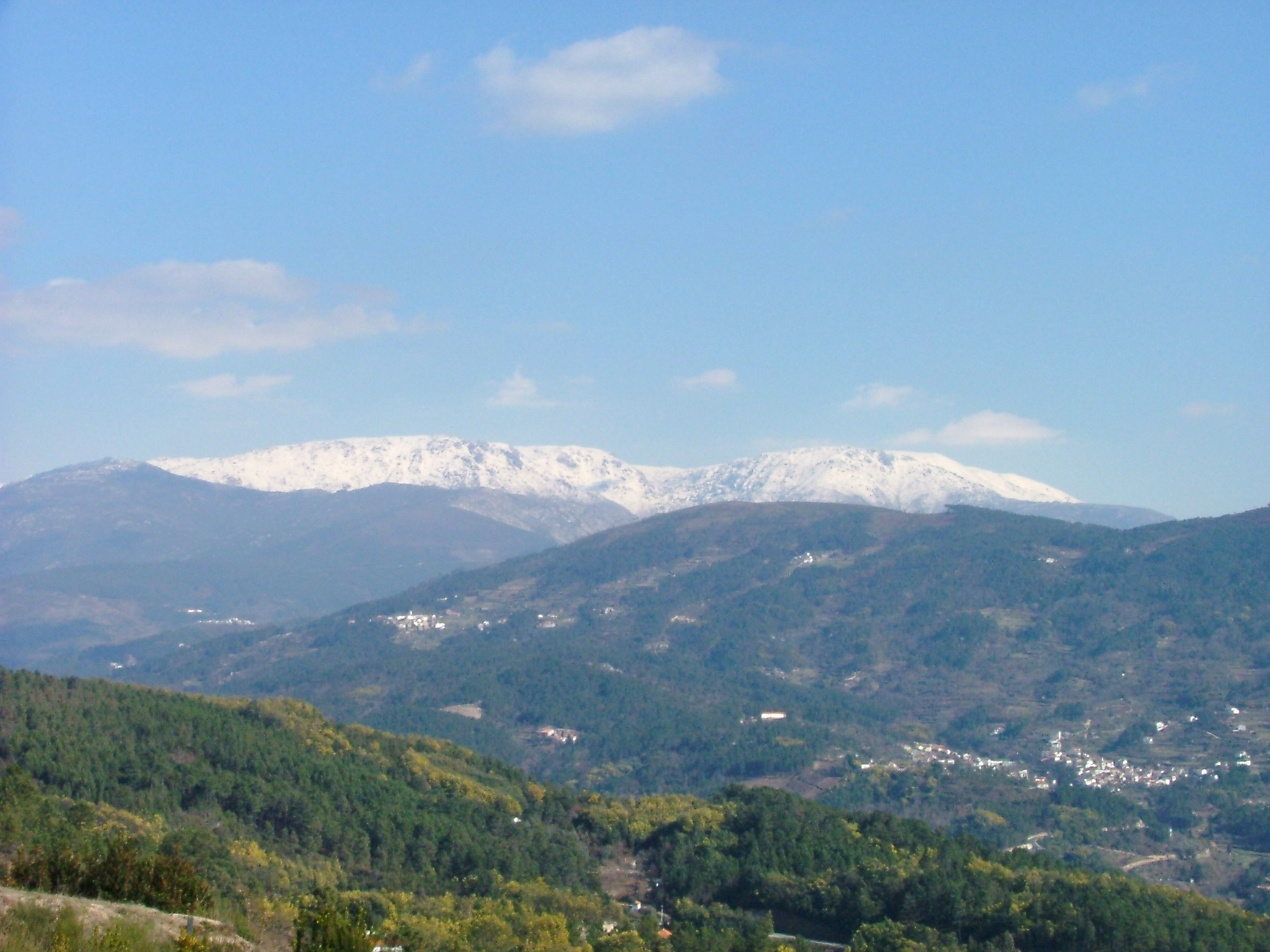
Serra da Estrela (Portugal), a l'extrem occidental del Sistema Central

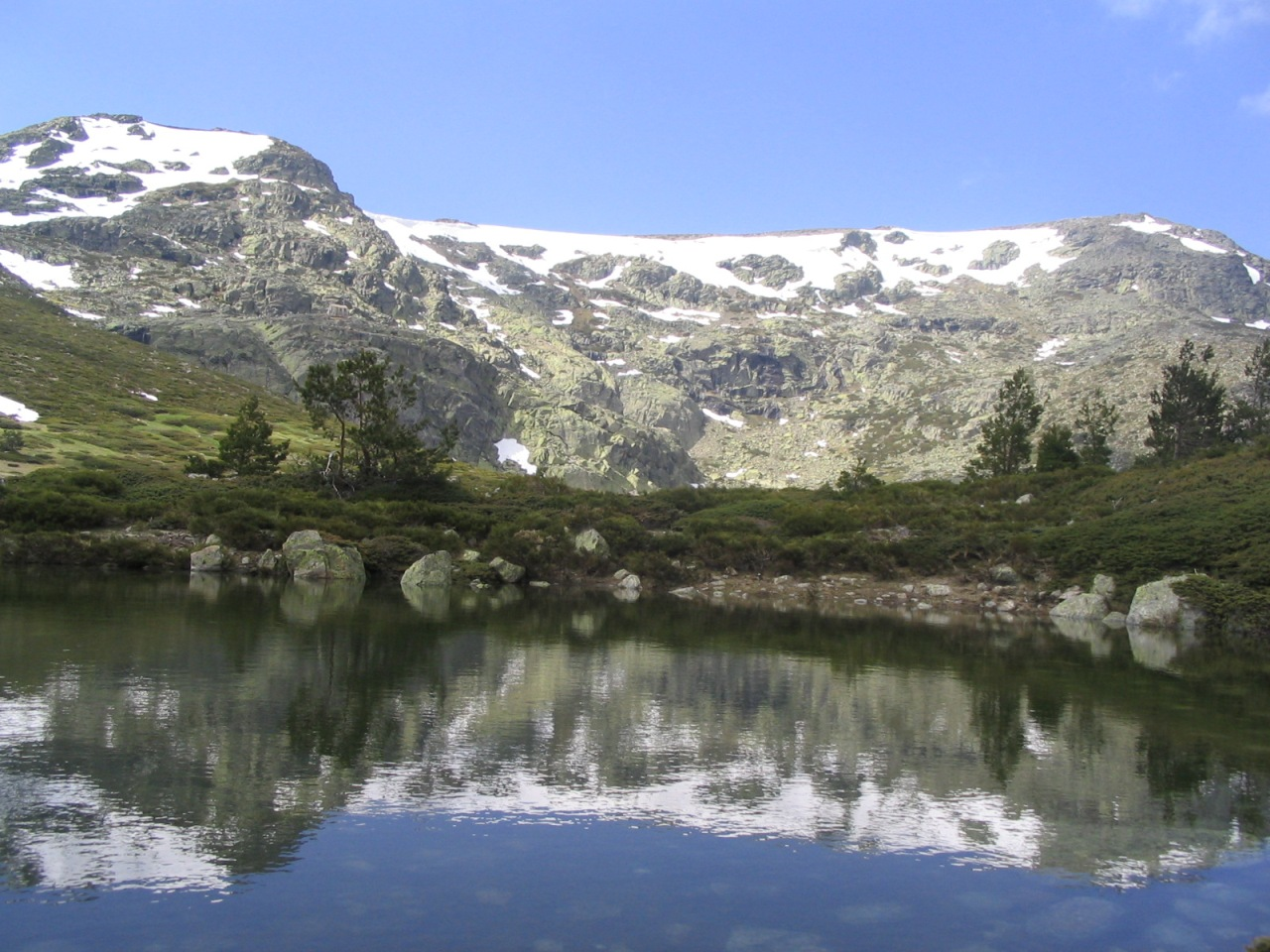
Llac alpí i circ glacial al Peñalara, Serra de Guadarrama.

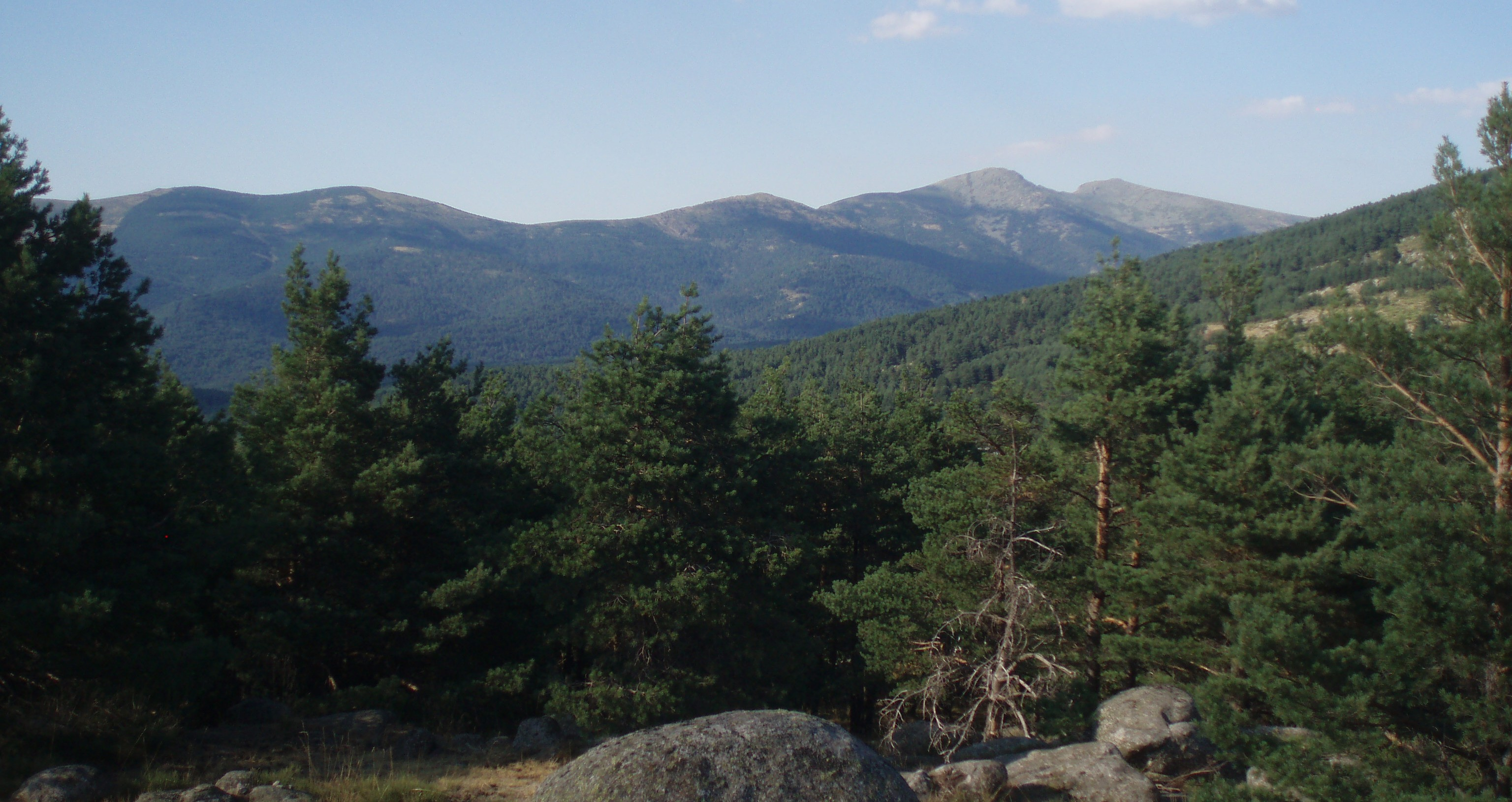
L'original silueta de La Dona Morta, Província de Segòvia.

## Serres
Cal esmentar, d'oest a est, les serralades següents amb llurs pics més alts:
- Serra da Estrela, (A Torre, 1.993 m).
- Sierra de Gata, (Peña Canchera, 1.592 m).
- Sierra de Francia, (Pico de la Hastiala, 1.735 m).
- Sierra de Béjar, (Canchal de la Ceja, 2.428 m).
- Serra de Gredos, (Pic d'Almansor, 2.592 m).
- Sierra de la Horcajada, (Risco de la Umbrela, 1.562 m).
- Sierra de Villafranca, (Cerro Moros, 2.059 m).
- Sierra de Piedra Aguda, (Piedra Aguda, 1.817 m).
- La Serrota, (Cerro del Santo, 2.294 m).
- Sierra de Hoyocasero, (Navasolana, 1.708 m).
- Sierra de la Paramera, (Pic Zapatero, 2.160 m).
- Sierra de Ávila, (Cerro de Gorría, 1.727 m).
- Sierra de Ojos Albos, (Cruz de Hierro, 1.657 m).
- Sierra de Malagón, (Cueva Valiente, 1.903 m).
- Sierra de San Vicente, (Cruces, 1.373 m).
- Sierra de Guadarrama, (Peñalara, 2.428 m).
  - La Mujer Muerta, (La Pinareja, 2.197 m)).
  - Siete Picos, (Siete Picos, 2.138 m).
  - La Maliciosa, (Maliciosa, 2.227 m).
  - Cuerda Larga, (Cabeza de Hierro Mayor, 2.383 m).
  - Sierra de la Morcuera, (La Najarra, 2.122 m).
  - Sierra de Canencia, (Mondalindo, 1.831 m).
  - Sierra de la Cabrera, (Cancho Largo, 1.564 m).
- Sierra de Somosierra, (Colgadizos, 1.834 m).
- Sierra de Ayllón, (Pico del Lobo, 2.274 m).
  - Sierra de la Puebla, (La Tornera, 1.866 m).
  - Sierra de Ocejón, (Ocejón, 2.049 m).
- Sierra de Alto Rey, (Alto Rey, 1.858 m).
- Sierra de Pela, (Sima de Somolinos, 1.548 m).